# Webコミックゲッキン
『Webコミックゲッキン』（ウェブコミックゲッキン）は、バンダイビジュアルが提供していた日本のウェブコミック配信サイト。2009年2月2日に『YOMBAN』として開設された後、2010年10月1日に『Webコミックゲッキン』へリニューアルし、2012年9月3日に更新を終了した。

## 概要
基本的に毎月1日付でオリジナルの漫画・ノベル・エッセイを無料で配信していた。配信方法は殆どの作品が独自のビューワを使用しているが、ダウンロードは不要であり様々なOSやブラウザに対応していた。
特徴としては配信元のバンダイビジュアルが映像ソフト会社という関係で、既存のアニメのメディアミックス作品や様々な企画が存在している点が挙げられる。書籍化に関しては、連載されたコミック作品が角川グループパブリッシングから「エモーションコミックス」のレーベル名で2010年12月10日から刊行されている。

## 歴史

### YOMBAN
2009年2月2日に『YOMBAN』として開設される。サイト名は「読むバンダイビジュアル」の略称であった。また同日より、編集部による平日毎日更新のブログがスタートしている。
会員登録不要で全てのコンテンツを閲覧可能であり、作品の無料閲覧期限は設けられていないため全話が無料で閲覧可能である。その他、掲載作品は携帯コミック誌『まんがこっち』でも配信されている。更新日は基本的に毎月1日と15日であるが、作品によってはこれに沿わないものもある。また、作品によって更新間隔が異なっていた。
「よむ」と「ばん」というキャラクターがサイト内のいたるところで案内を担当している。イラストはたけださなえ。原稿持込も募集しており、2009年11月15日開催のCOMITIA90に出張マンガ編集部として参加した。2010年2月1日、開設1周年を機にサイトがリニューアルされた。

### Webコミックゲッキン
2010年10月1日、再度ののサイトリニューアルと同時にサイト名をバンダイビジュアルの子会社であるエモーションが運営している携帯コミック配信サイト『週2コミック! ゲッキン』に合わせて『Webコミックゲッキン』へ変更した。掲載作品は『週2コミック! ゲッキン』と同期され、今までほぼ全作品完全無料配信だった体裁も変更される事になる。そのため一部作品のバックナンバー配信は2010年9月30日を以て終了した。
2011年7月1日より運営規模の大幅な縮小が行われ、更新日が毎月1日に変更されると共に6月末から9月上旬にかけて多くの連載作品が打ち切られた。また、7月末には携帯コミック誌『週2コミック! ゲッキン』が終了し「月曜日と金曜日に更新する」ことが由来の「ゲッキン｣という名称にその名残を残すのみとなった。
2012年9月3日を以て『Webコミックゲッキン』の更新も終了し、連載作品の内『英雄伝説 空の軌跡』のみバンダイビジュアルの公式サイト内で連載が継続されることになった。

## 掲載作品

### 漫画
- 英雄伝説 空の軌跡（原作：日本ファルコム 作画：啄木鳥しんき）：2009年10月1日 - 2012年9月3日 ※バンダイビジュアル公式サイトへ移籍
- 探偵オペラ ミルキィホームズ スクールデイズ（企画・原作：ブシロード他 作画：ちんじゃおろおす）：2011年1月17日 - 2011年7月1日
  - 探偵オペラ ミルキィホームズ-バラエティギフト-（企画・原作：ブシロード他 作画：ちんじゃおろおす）：2011年7月1日 - 2011年12月28日
  - 探偵オペラ ミルキィホームズ ラジカルタイム（企画・原作：ブシロード他 作画：ちんじゃおろおす）：2012年2月1日 - 2012年8月1日
- 魔銃戦域 ディヴァインガン・フロント（原作：深見真 作画：くれいちろう）：2011年4月8日 - 2012年6月24日
- 花咲くいろは Green Girls Graffiti（原作：P.A.WORKS 作画：細雪純）：2011年7月1日 - 2012年7月1日
- おんたま。（ささきむつみ）：2009年2月2日
- ミラクル☆トレイン〜中央線へようこそ〜（.east cafe）：2009年3月2日 - 2009年4月1日→『ミラクル☆トレイン』公式サイトへ移籍。
- 黒薔薇のサブロ（原作：小池倫太郎 作画：内藤隆）：2009年6月15日 - 2010年1月15日
- ミス・マーベリックにはさからうな（原作：環望 作画：榊原瑞紀）：2009年2月2日 - 2010年2月1日
- ready lady's how to（SAA）：2009年4月27日 - 2010年2月1日
- AIKa ZERO キュート（原作：スタジオ・ファンタジア、バンダイビジュアル 作画：千樹りおん）：2009年7月1日 - 2010年2月1日
- スーパーな戦隊になるよ!（青龍彡）：2009年12月15日 - 2010年2月1日
- がちゃぽっけ（新久保だいすけ）：2009年2月2日 - 2010年4月1日
- サイエンスナナ（曽野由大）：2009年9月15日 - 2010年6月15日
- サバクタニ（原作：吉影悠 作画：K口）：2009年9月15日 - 2010年6月15日
- 平成うまれの昭和ちゃん（松田弘也e）：2010年4月6日 - 2010年6月29日
- ゆとりの学習帳（とろ美）：2009年7月1日 - 2010年6月30日
- V&W CO..LTD. 〜航空機再生株式会社〜（松田未来）：2010年3月15日 - 2010年8月16日
  - V&W  〜航空機再生株式会社〜 - マンガ図書館Z（外部リンク）
- 猫マンガだニャン!（オムニバス[6] 表紙：岩館真理子）：2009年12月1日 - 2010年9月1日
- ブラッドソウル（藤沢真行）：2010年8月2日 - 2010年9月15日
- BAND野郎ZE!（原作：掟ポルシェ 作画：錦ソクラ）：2009年2月2日 - 2010年10月15日
- おこさまランチ（壬生ロビン）：2009年11月16日 - 2010年10月15日
- にゃん極武将ノブニャガ（鈴木イゾ）：2010年10月1日 - 2010年11月8日
- RED LINE（若松浩）：2009年4月15日 - 2010年11月15日
- 妖怪マンガ（森野達弥 原案：李振東）：2009年8月3日 - 2010年12月1日
- なんだ、ただの勇者様か（奥田ひとし）：2009年10月1日 - 2010年12月1日
- アストロ天文部（鈴木イゾ）：2010年10月1日 - 2010年12月27日
- まきなぷれしゃす！（げろたん）：2010年10月1日 - 2010年12月17日
- 跳ねる教室（うたがわれい）：2010年9月1日 - 2010年12月20日
- ほ～きん（えひめボン）：2010年11月5日 - 2011年1月28日
- わるない（大月悠祐子）：2010年9月1日 - 2011年4月11日
- CANAANスフィル（原作：チュンソフト「428 〜封鎖された渋谷で〜」 漫画：細雪純）：2010年8月2日 - 2011年3月22日
- 妄想と現実の間で。（草野紅壱）：2010年10月1日 - 2011年5月30日
- アロマの丘（なかにしえいじ）：2010年9月15日 - 2011年6月17日
- ワズラ -梦津國怪奇譚-（きむらひろき）：2010年10月1日 - 2011年6月17日
- 終末のイヴ（松原あきら）：2010年9月15日 - 2011年6月24日
- ガレットデロワ〜女王陛下の菓子職人〜（羽戸らみ）：2009年2月2日 - 2011年2月15日
- リリィ・トゥリガー（原作：環望 作画：かのえゆうし）：2010年3月15日 - 2011年2月15日
- おにいちゃんのハナビ（原作：西田征史 作画：渡瀬のぞみ）：不定期更新2010年9月15日 - 2011年2月25日
- 桃苑カルテット（赤井里実）：2010年2月1日 - 2011年4月1日
- ウサギ ルリカラクサ（濱元隆輔）：2010年4月15日 - 2011年4月15日
- 薔薇とブラックパンツ（くじらいいく子）：2010年8月16日 - 2011年6月10日
- イヌルジマ（原作：マツモトヒサシ 作画：淵止阿午）：2011年3月14日 - 2011年6月20日
- 部活少女ゆう（原作：サムシング吉松 作画：AM-DVL）：2009年2月2日 - 2011年9月1日
- T.P.さくら ～エクストラ・エディション～（原作：CIRCUS 作画：村松麻由）：2011年1月24日 - 2011年8月1日
- シルバーレイン　デッドエンドデッド（原作ゲーム：トミーウォーカー 漫画：NB）：2011年4月1日 - 2011年8月1日
- .hack//Quantum I(introduction)（企画・原作：.hack Conglomerate･Quantum Project 作画：曽我篤士）：2011年3月14日 - 2011年9月1日
- マジンカイザーSKLヴァーサス（星和弥）2010年8月16日 - 2011年9月1日
- 僕のショパン（桃雪琴梨）：2009年12月25日 - 2012年2月1日

2010年10月以降の連載には携帯コミック誌『週2コミック! ゲッキン』の再配信の一環になっている作品も含まれる。

### ノベル
- ミラクル☆トレイン〜夜の中央線へようこそ〜（.east cafe）：2009年3月16日 - 2009年4月15日→『ミラクル☆トレイン』公式サイトへ移籍。
- 風とタンポポ〜惑星環物語〜（文章：森岡浩之 キャラクターイラスト：河野さち子 メカニックイラスト：今石進）[7]：2009年2月2日 - 2009年10月15日→2019年12月にアンビット・徳間書店のアークライトノベルスから出版。[8]
- BLOOD★ARM（文章：大倉崇裕 イラスト：米田仁士）：2009年2月2日 - 2009年11月2日
- ホワイトスペース（文章：円城塔 イラスト：iqu.）：2009年3月16日 - 2009年12月15日
- 風色サーフ（原作：ラッセルピュア 文章：琴塚守里 イラスト：富士丸）：2009年8月13日 - 2009年12月15日
- スプラッシュゾーン 落下の時空（文章：佐藤竜雄 イラスト：早津良太）：2009年2月2日 - 2010年1月15日[8]
- 鳥人島（文章：田辺青蛙 イラスト：むらかわみちお）：2010年4月30日 - 2011年2月1日
- 湾岸蒼国記（原作：矢立肇/高橋良輔 作画：宮下隼一）：2011年7月1日 - 2012年2月1日

### エッセイ
- モモーイのおと（桃井はるこ）：2009年2月2日 - 2010年4月1日
- 雪華懺悔録（宝野アリカ）：2009年2月2日 - 2010年4月15日
- 高円寺酔生夢死（佐藤竜雄）[9]：2010年2月1日 - 2010年9月1日
- G-ROOMS（水島精二）[10]：2009年10月15日 - 2010年9月21日。連載終了後に『機動戦士ガンダム00』公式サイトへ移転。
- 高世えり子の理系×ダイエット〜甘くない現実直視マンガ〜（高世えり子）：2009年10月1日 - 2011年3月1日

### 読み切り
全て漫画作品。
- ディアボロ（こうたろう）：2010年8月2日
- 山のアナタの宙（ソラ）遠ク…（曽我篤士）：2010年10月1日
- ふぃぎゅあ発育中！（小野ひろき）：2010年11月29日
- オーダーメイド ティリア（愁）：2010年12月28日

### 映像・音声
クレイアニメ「よむばんち」や、「部活少女ゆう」のラジオドラマ、「僕のショパン」のイメージ楽曲の一部などの視聴が可能になっていた。